# Haskins (Ohio)
Haskins es una villa ubicada en el condado de Wood en el estado estadounidense de Ohio. En el Censo de 2010 tenía una población de 1188 habitantes y una densidad poblacional de 278,84 personas por km².

## Geografía
Haskins se encuentra ubicada en las coordenadas 41°27′53″N 83°42′16″O / 41.46472, -83.70444. Según la Oficina del Censo de los Estados Unidos, Haskins tiene una superficie total de 4.26 km², de la cual 4.26 km² corresponden a tierra firme y (0%) 0 km² es agua.

## Demografía
Según el censo de 2010, había 1188 personas residiendo en Haskins. La densidad de población era de 278,84 hab./km². De los 1188 habitantes, Haskins estaba compuesto por el 97.39% blancos, el 0.42% eran afroamericanos, el 0% eran amerindios, el 0.34% eran asiáticos, el 0% eran isleños del Pacífico, el 0.93% eran de otras razas y el 0.93% pertenecían a dos o más razas. Del total de la población el 4.12% eran hispanos o latinos de cualquier raza.